# Phím tắt

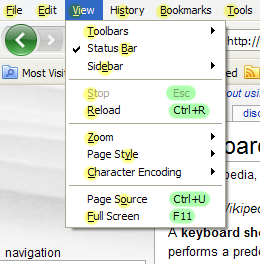
Menu của trình duyệt Firefox 3.0 với các phím tắt, được tô sáng bằng màu xanh lá cây và ghi nhớ được tô sáng bằng màu vàng.

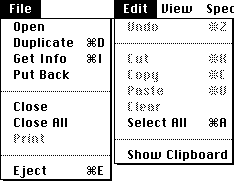
Tổng hợp hai menu Macintosh Finder với các phím tắt được chỉ định ở cột bên phải

Trong điện toán, phím tắt hay còn được gọi là phím nóng là một chuỗi gồm một hoặc một số phím gọi chương trình phần mềm để thực hiện các hành động được lập trình sẵn. Hành động này có thể là một phần của chức năng tiêu chuẩn của hệ điều hành hoặc chương trình ứng dụng hoặc có thể được người dùng viết bằng ngôn ngữ kịch bản.
Ý nghĩa của thuật ngữ "phím tắt" có thể khác nhau tùy thuộc vào nhà sản xuất phần mềm. Chẳng hạn, Microsoft phân biệt phím tắt với "mnemonics" trên Windows, theo đó, phím tắt là một tổ hợp phím cụ thể được sử dụng để kích hoạt một hành động, còn mnemonics thì đại diện cho một chữ cái được chỉ định trong lệnh menu hoặc nút thanh công cụ khi được nhấn cùng với phím Alt.

## Miêu tả
Phím tắt thường là một phương tiện để gọi một hoặc nhiều lệnh bằng bàn phím chỉ có thể truy cập thông qua menu, thiết bị trỏ, các cấp độ khác nhau của giao diện người dùng hoặc qua giao diện dòng lệnh. Các phím tắt thường được sử dụng để đẩy nhanh các thao tác phổ biến bằng cách giảm các chuỗi đầu vào xuống một vài lần nhấn phím, do đó thuật ngữ "phím tắt".
Để phân biệt với đầu vào bàn phím chung, hầu hết các phím tắt yêu cầu người dùng nhấn và giữ một số phím đồng thời hoặc một chuỗi các phím lần lượt. Các lần nhấn phím không được sửa đổi đôi khi được chấp nhận khi bàn phím không được sử dụng cho đầu vào chung - chẳng hạn như với các gói đồ họa, vd Adobe Photoshop hoặc IBM Lotus Freelance Graphics. Các phím tắt khác sử dụng các phím chức năng được dành riêng để sử dụng trong các phím tắt và chỉ có thể yêu cầu một lần nhấn phím. Đối với các phím tắt đồng thời, trước tiên người ta thường giữ (các) phím bổ trợ, sau đó nhanh chóng nhấn và nhả phím thông thường (không phải sửa đổi) và cuối cùng nhả (các) phím bổ trợ. Sự khác biệt này rất quan trọng, vì cố gắng nhấn đồng thời tất cả các phím sẽ thường xuyên bỏ lỡ một số phím bổ trợ hoặc gây ra tự động lặp lại không mong muốn. Các phím tắt tuần tự thường liên quan đến việc nhấn và nhả một phím tiền tố chuyên dụng, chẳng hạn như phím Esc, theo sau là một hoặc nhiều tổ hợp phím.
Mnemonics có thể phân biệt với các phím tắt. Một điểm khác biệt giữa chúng là các phím tắt không được bản địa hóa trên phần mềm đa ngôn ngữ nhưng các bản ghi nhớ thường được bản địa hóa để phản ánh các ký hiệu và chữ cái được sử dụng trong ngôn ngữ cụ thể. Trong hầu hết các GUI, các phím tắt của chương trình có thể được tìm thấy bằng cách duyệt các menu của chương trình - phím tắt được chỉ định bên cạnh lựa chọn menu. Có những bàn phím có các phím tắt cho một ứng dụng cụ thể đã được đánh dấu trên chúng. Những bàn phím này thường được sử dụng để chỉnh sửa video, âm thanh hoặc đồ họa, cũng như trong các khóa đào tạo phần mềm. Ngoài ra còn có nhãn dán với các phím tắt được in trên chúng có thể được áp dụng cho bàn phím thông thường. Thẻ tham chiếu dự định được đặt trong không gian làm việc của người dùng cũng tồn tại cho nhiều ứng dụng. Trước đây, khi thiết kế bàn phím được chuẩn hóa hơn, thông thường sách và tạp chí máy tính sẽ in các thẻ bị cắt ra, dự định được đặt trên bàn phím của người dùng với các phím tắt được in bên cạnh các phím thích hợp.